# Haz constante
En matemáticas el haz constante en un espacio topológico X asociado al conjunto A es un haz de conjuntos en X cuyos tallos son todos iguales a A. Este es denotado A o AX. El prehaz constante con valores en A es el prehaz que asigna a cada subconjunto no vacío de X el valor A, y todos los mapeos de restricción son la identidad A → A. El haz constante asociado a A es el atado del prehaz constante asociado a A.
En ciertos casos, el conjunto A puede ser reemplazado con un objeto A en alguna categoría C (por ejemplo cuando C es la categoría de los grupos abelianos, o de los anillos conmutativos).
El haz constante de grupos abelianos aparece en particular como coeficientes en la cohomología de haces.
- Datos: Q5163667